# Thomas Edlinger

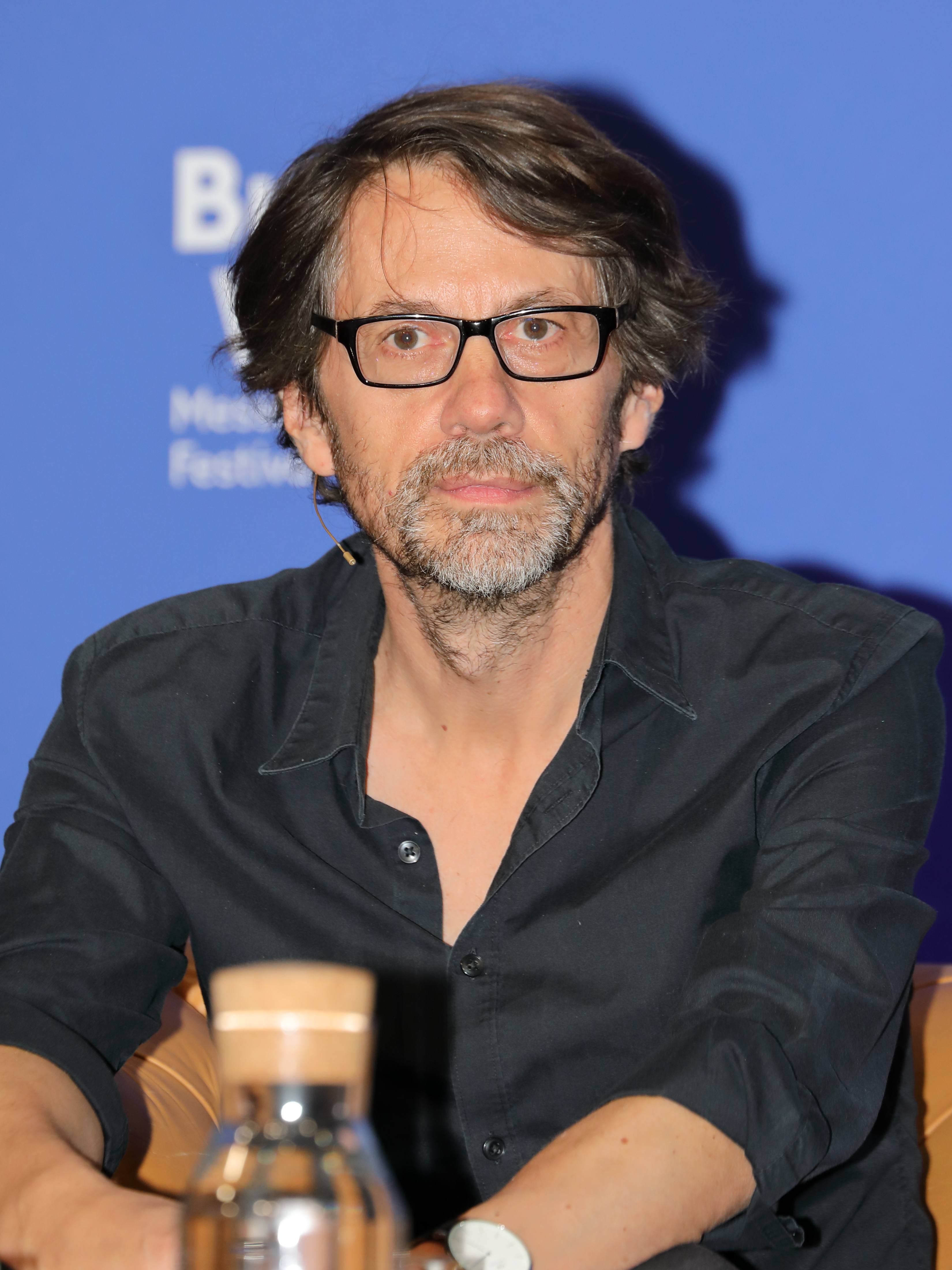
Thomas Edlinger im Jahr 2022

Thomas Edlinger (* 1967 in Wien) ist Radiomacher (FM4-Im Sumpf, Ö1), freier Kulturjournalist, Buchautor und ab 2017 künstlerischer Leiter des Donaufestivals in Krems.

## Leben
Parallel zum Studium der Philosophie, Publizistik und Germanistik arbeitete er seit 1989 bei der Ö3-Sendung Musicbox mit. Seit 1995 ist Edlinger zusammen mit Fritz Ostermayer Gestalter und Moderator der FM4-Sendung Im Sumpf und gilt als Unterstützer alternativer Kunst und Kultur.
2001 war er gemeinsam mit Vitus Weh Kurator für das Quarter21 des Museumsquartier Wien und brachte Gruppen wie SRA, Quintessenz und monochrom in das Kulturareal.
2002–2004 war er Kurator im O.K. Centrum für Gegenwartskunst in Linz, 2004–2006 Kurator im Lentos Kunstmuseum Linz. Seit Mitte 2007 wirkt er bei der Late-Night-Show Willkommen Österreich als Stimme aus dem Off für Kurzbeschreibungen der Gäste mit. Ab Wintersemester 2016/17 tritt er, nach Lehrtätigkeiten an der Kunstuniversität Linz und an der FH Joanneum in Graz, einen Lehrauftrag an der Universität für Angewandte Kunst in Wien im Fachbereich Kunst und Wissenstransfer an.
Im Frühjahr 2017 organisierte Edlinger erstmals das Donaufestival, welches seit 2005 stattfindet. Sein Vertrag beim Donaufestival lief 2021 aus.

### (Co-)kuratierte Ausstellungen
- The Promise, The Land. Jüdisch-israelische Künstlerinnen im Verhältnis zu Politik und Gesellschaft. (O.K. Centrum, gemeinsam mit Stella Rollig und Roland Schön, Linz 2003)
- Open House. Kunst und Öffentlichkeit. (O.K. Centrum, gemeinsam mit Stella Rollig und Roland Schön, Linz 2004)
- Just do it! Die Subversion der Zeichen von Marcel Duchamp bis Prada Meinhof. (Kunstmuseum Lentos, gemeinsam mit Raimar Stange und Florian Waldvogel, Linz 2005)
- Bodypoliticx. (Witte de With, gemeinsam mit Florian Waldvogel, Rotterdam 2007)
- Video as Urban Condition. (Kunstmuseum Lentos, gemeinsam mit Anthony Auerbach, Linz 2007)
- The Porn Identity – Expeditionen in die Dunkelzone. (Kunsthalle Wien, gemeinsam mit Florian Waldvogel, 2009)
- Videoprogramm zur Triennale Linz 1.0 (Kunstmuseum Lentos, Linz 2010)
- Hauntings – Ghost Box Media (Medienturm Graz, gemeinsam mit Christian Höller, 2011)
- Vollmilch. Der Bart als Zeichen (Kunstmuseum Lentos, Linz, 2012)

### Weitere katalogunabhängige Publikationen als (Co-)Hrsg. bzw. Autor
- Wer erschoss Immanenz? Zur Dynamik von Aneignung und Intervention bei Georg Paul Thomann (Hrsg. gemeinsam mit Johannes Grenzfurthner und Fritz Ostermayer, 2002)
- Remapping the Region – Kultur und Politik in Israel/Palästina (2003)
- Wem gehört die Stadt? Wien – Kunst im öffentlichen Raum seit 1968 (2009)
- In Anführungszeichen. Glanz und Elend der Political Correctness  (gemeinsam mit Matthias Dusini, 2012)
- Der wunde Punkt. Zum Unbehagen an der Kritik (2015)

Gemeinsam mit „Im Sumpf“-Kollege Fritz Ostermayer:
- Die Sumpfprotokolle: gescheiterte Spezialsümpfe & verpfuschte Symposien. Ed. Selene, Wien 1998, ISBN 3-85266-061-0.
- Die Gutmenschen-Protokolle. Ed. Selene, Wien 2000, ISBN 3-85266-152-8.
- Die Traumprotokolle. Czernin, Wien 2009.

## Auszeichnungen (Auswahl)
- 2020: Radiopreis der Erwachsenenbildung Österreich in der Kategorie Sendereihe für Im Sumpf: Divided States of America[6]